# Бездомные твари
«Бездомные твари» (англ. Strays) — художественный телефильм в жанре триллер.

## Сюжет
Фильм повествует жуткую историю о котах-людоедах. Семья из трёх человек покупает дом с неприятным прошлым. До них в нём жила старушка — любительница кошек, погибшая при странных обстоятельствах. Однако новые жильцы не придают этому особого значения. Позже при странных обстоятельствах в подвале погибает работник связи, который чинил перегрызенный телефонный провод. Но новые жильцы замечают, что-то не так, только когда кошки почти до смерти обгрызают огромную собаку. И теперь им предстоит битва за свой дом против стаи бродячих кошек и их чёрного вожака.

## Реакция критики и общественности
Фильм получил отрицательные отзывы критиков, а также вызвал всемерное осуждение любителей животных(не только кошек). С точки зрения компетентных представителей биологической науки сюжет картины выглядит явно надуманным.
Случаи с нападениями кошек на людей единичны и более того не один из них не был отмечен групповой атакой как показано в фильме.

## В ролях
| Актер/Актриса    | Персонаж          |
| ---------------- | ----------------- |
| Кэтлин Куинлэн   | Линдсей Джарретт  |
| Тимоти Басфилд   | Пол Джарретт      |
| Клаудия Кристиан | Клэр Ледерер      |
| Уильям Бойетт    | Доктор Лайл Сокол |
| Хезер Лилли      | Тесса Джарретт    |
| Джесика Лилли    | Тесса Джарретт    |
| Гари МакГерк     | Работник связи    |
| Ив Бреннер       | Старуха           |
| Майкл МакНаб     | Полицейский       |